# FC Elimai
El FC Yelimay Semey es un equipo de fútbol de Kazajistán que juega en la Liga Premier de Kazajistán, la liga de fútbol más importante del país.

## Historia
Fue fundado en el año 1964 en la ciudad de Semey con el nombre Tsementnik, siendo un equipo dominante durante los inicios de la Liga Premier de Kazajistán después de la independencia de la Unión Soviética. El FC Spartak Semey ha tenido varios nombres durante su historia, los cuales han sido:
- 1964-71 : Fundado como Tsementnik
- 1971-93 : Spartak
- 1993-99 : Yelimay
- 1999-2001 : AES Yelimay por motivos del patrocinador
- 2001-04 : Yelimay Semipalatinsk
- 2004-08 : Semey
- 2008-hoy : Spartak

Sus principales logros los tuvo con el nombre Yelimay Semipalatinsk, donde ganó el título de liga 3 veces y 1 vez campeón de Copa.
A nivel internacional participó en 2 torneos continentales, ambos cuando Kazajistán pertenecía a la AFC, donde en ambos fue eliminado en la Segunda ronda.
El club desapareció tras finalizar la temporada 2015 luego de que fusionara con el FC Vostok Oskemen para crear al FC Altai Semey.

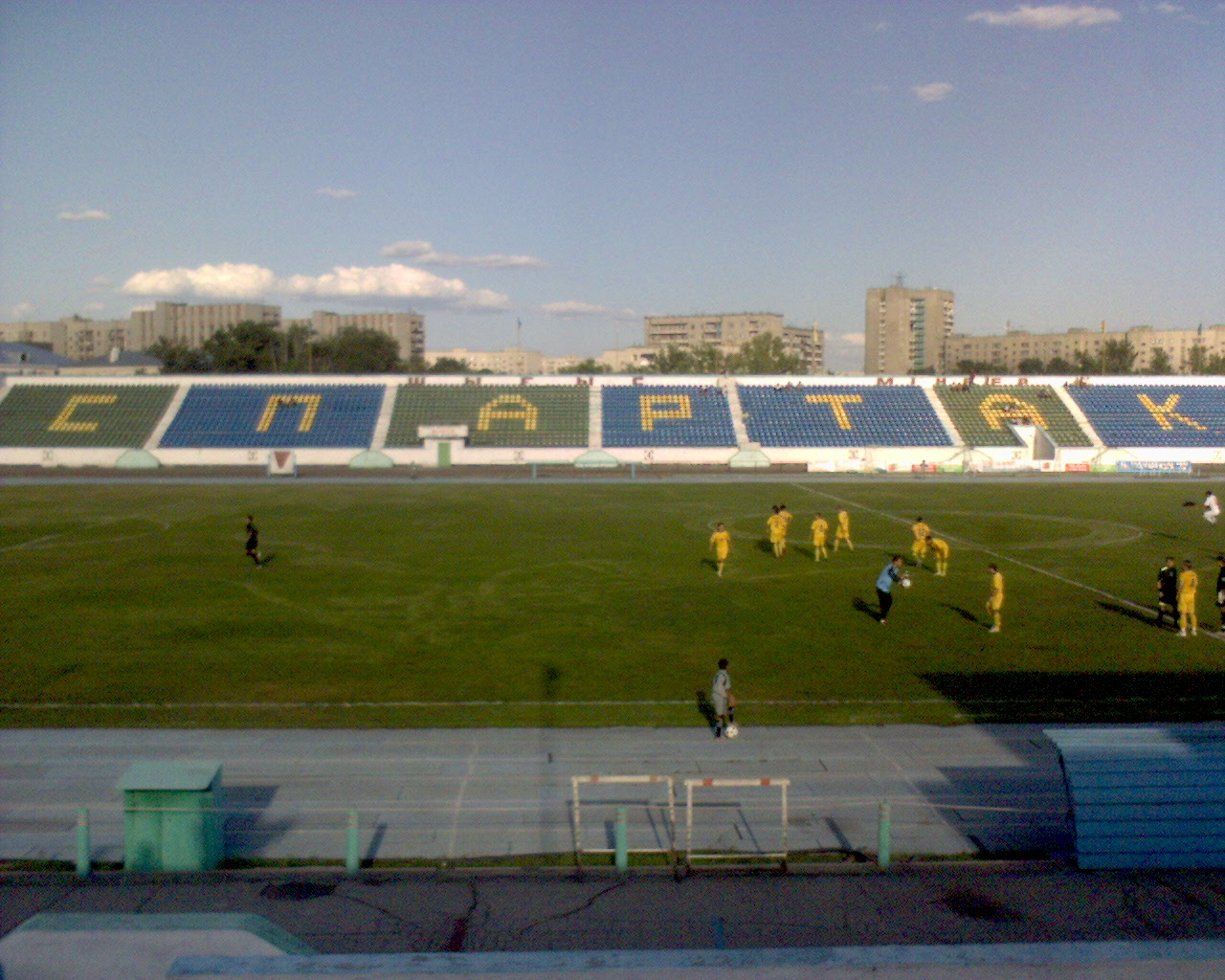
El Spartak Stadium de Semey.

## Palmarés
- Premier League: 3

1994, 1995, 1998
- Copa de Kazajistán: 1

1995

## Participación en competiciones de la AFC
| Temporada | Torneo                  | Ronda | Club             | Casa | Visita | Global |
| --------- | ----------------------- | ----- | ---------------- | ---- | ------ | ------ |
| 1995      | Asian Club Championship | 1     | Neftchi Farg'ona | 1–3  | 4–1    | 5–4    |
| 1995      | Asian Club Championship | 2     | Al-Nassr         | 0–1  | 0–31   | 0–41   |
| 1996–97   | Asian Club Championship | 1     | AiK Bishkek      | 4–2  | 2–1    | 6–3    |
| 1996–97   | Asian Club Championship | 2     | Persepolis       | 3–0  | 0–5    | 3–5    |

1 Yelimay Semipalatinsk abandonó el torneo antes de jugar el partido de vuelta.

## Jugadores

### Jugadores destacados
- Yuri Puntus (1986)
- Oleg Litvinenko (1995–98), (2002–03), 2006)
- Samat Smakov (1997–98), (2003)
- Andrei Karpovich (1998–00)